# ديك كون
ديك كون (بالإنجليزية: Richard Conn)‏ هو لاعب كرة قدم أمريكية أمريكي، ولد في 9 يناير عام 1951، في لويفيل في الولايات المتحدة.

## وصلات خارجية
- ديك كون على موقع مرجع كرة القدم المحترفة.كوم (الإنجليزية)